# 2018 en Syrie
Cet article présente les faits marquants de l'année 2018 en Syrie.

## Évènements
- 20 janvier : la bataille d'Afrine est lancée par l'armée turque contre les forces kurdes, la ville est prise le 18 mars.
- 7 et 8 février : bataille de Khoucham.
- 10 février : début d'une crise israélo-syrienne.
- 19 février - 24 avril : combats de la poche d'Idleb.
- 7 avril : l'attaque chimique de Douma fait plusieurs dizaines de morts.
- 14 avril : bombardement de Damas et de Homs par les États-Unis, la France et le Royaume-Uni.
- 21 mai : fin de la bataille de la Ghouta orientale.
- 3 au 11 juin : bataille de Boukamal.
- 25 juillet : attaques de Soueïda.
- 2 août : l'offensive de Deraa se termine par la victoire des troupes du régime.
- 6 août - 17 novembre : offensive d'al-Safa.
- 17 septembre :
  - la Russie et la Turquie concluent un accord pour instaurer une zone démilitarisée à Idleb ;
  - lors de l’intervention militaire de la Russie en Syrie, un Iliouchine Il-20 est abattu par un missile sol-air S-200[1], imputé par la Russie à Israël alors qu'il s'agit d'une erreur de tir des forces armées syriennes[2].